# Veronica armstrongii
Veronica armstrongii är en grobladsväxtart som beskrevs av Thomas Kirk.
Veronica armstrongii ingår i släktet veronikor och familjen grobladsväxter. Inga underarter finns listade i Catalogue of Life.

## Bildgalleri

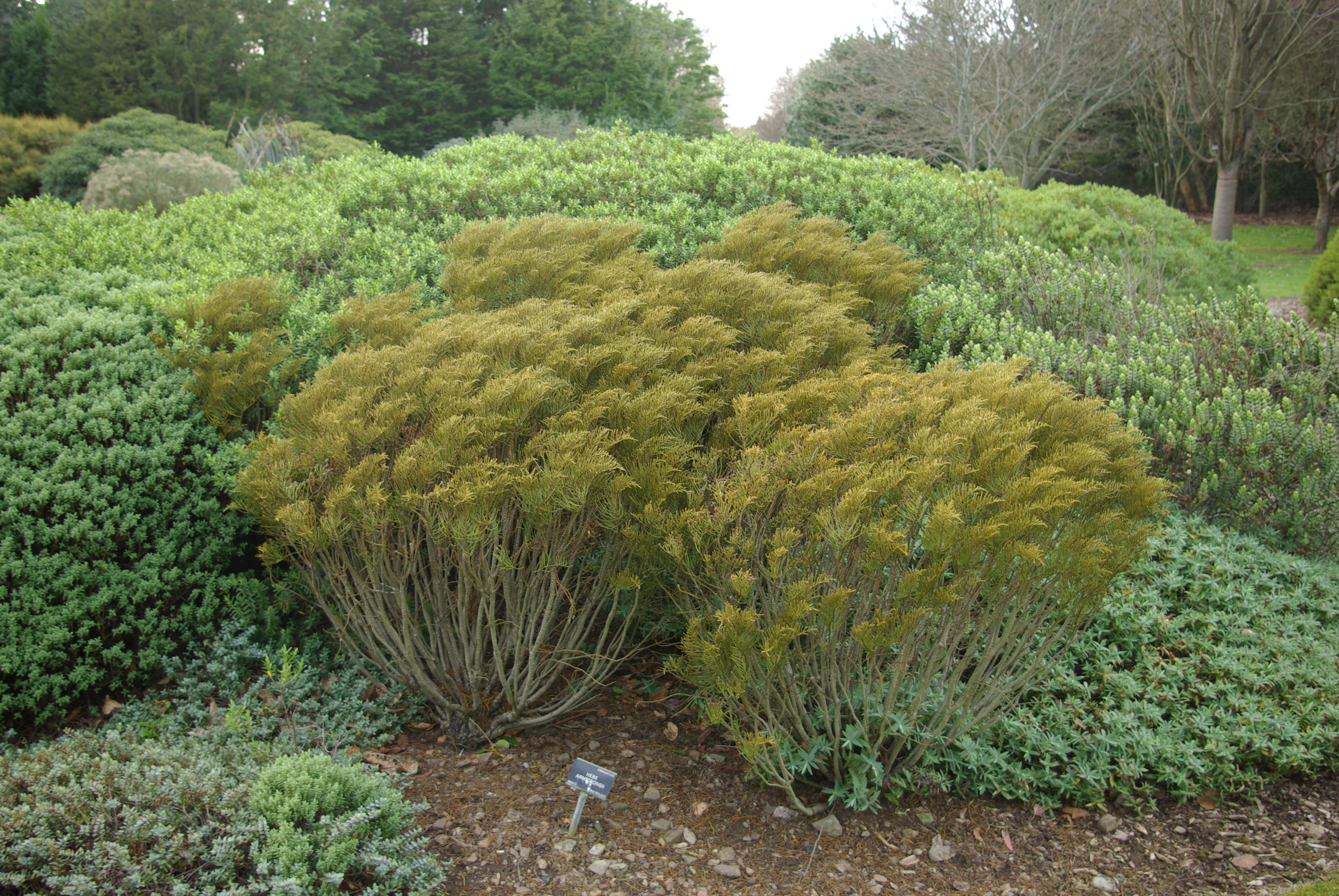
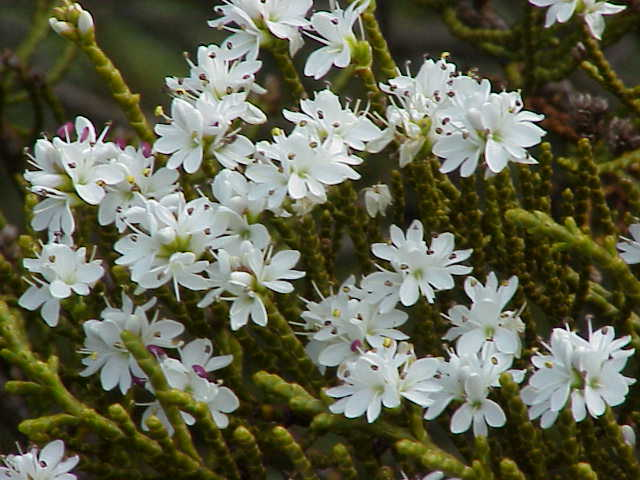
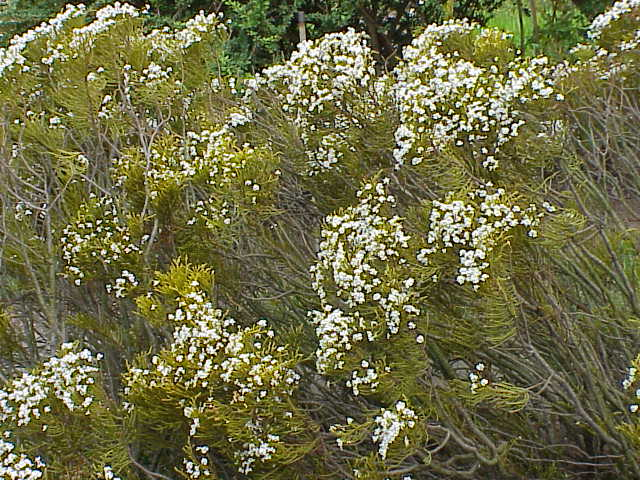
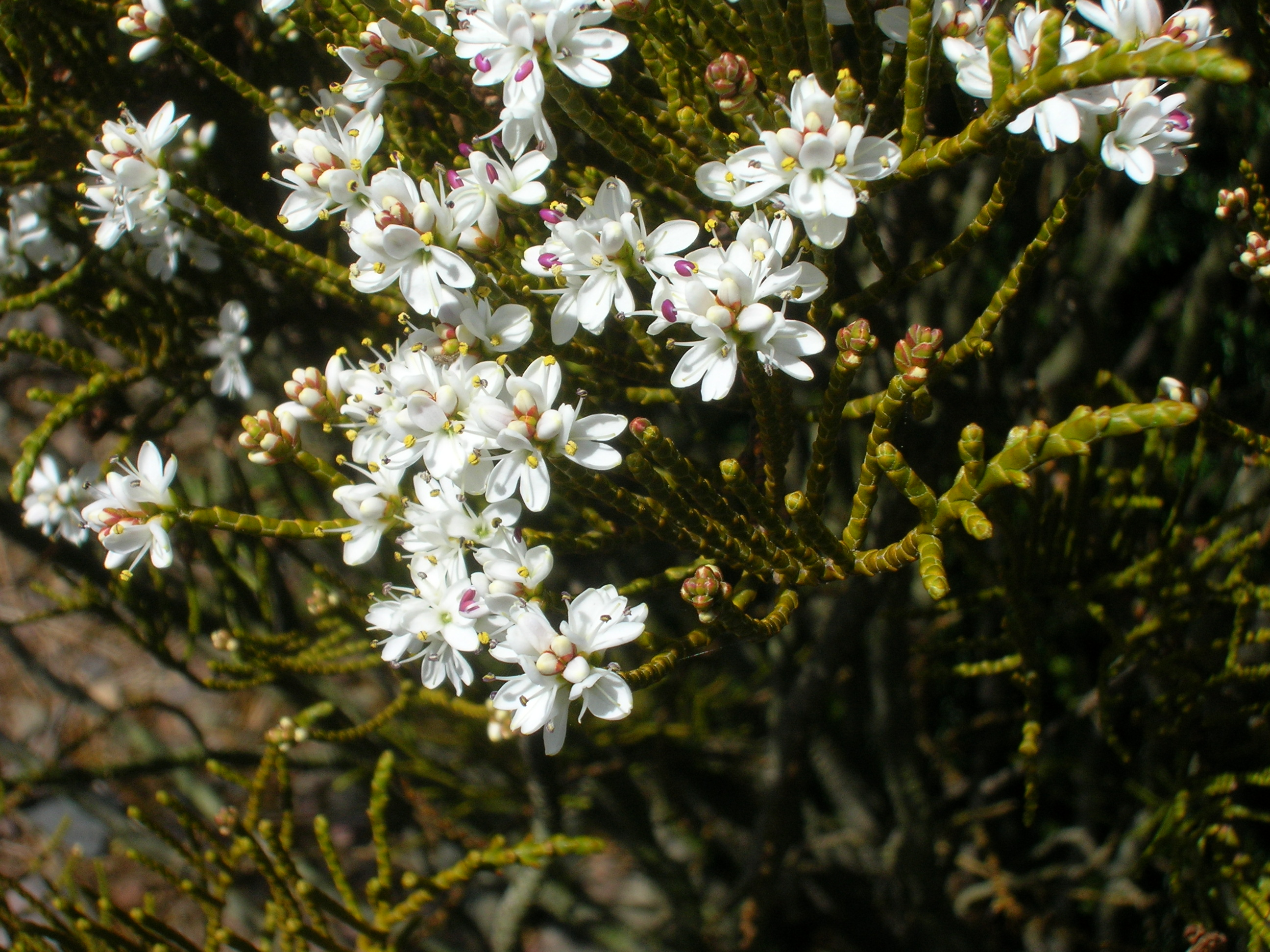